# Лодроне-Дарцо (Тренто)
Лодроне-Дарцо је насеље у Италији у округу Тренто, региону Трентино-Јужни Тирол.
Према процени из 2011. у насељу је живело 1713 становника. Насеље се налази на надморској висини од 401 м.